# Matilda Frizijska
Matilda Frizijska (Mathilde de Frise; ? ‒  Pariz, 1044.) bila je kraljica Francuske kao prva žena kralja Henrika I.
Njezini su roditelji možda bili markgrof Ludolf Frizijski i Gertruda Egisheimska.
Matilda i Henrik su imali samo jednu kćer, a vjenčali su se 1034. godine. Matilda je umrla u Parizu 1044.
Henrik je nakon nje oženio Anu Kijevsku.